# 한국식량안보연구재단
한국식량안보연구재단은 한국식량안보의 문제점과 개선방안 등에 대한 연구를 통하여 식량안보 정책수립과 실천에 기여함으로써 장기적으로 국가의 안정적인 식량수급을 도모함을 목적으로 2010년 7월 20일 설립허가된 대한민국 농림축산식품부 소관의 재단법인이다. 사무실은 서울특별시 성북구 안암동 5가, 고려대학교 생명과학대학(녹지캠퍼스) 206호에 있다.

## 주요 사업
- 한국 식량안보의 문제점과 개선방안에 관한 연구
- 식품산업의 식량안보적 기능에 관한 연구
- 식량안보 및 식품안전 분야 정책 개발 연구
- 식품산업의 세계화를 위한 국제 교류 협력
- 식품안전 위해분석 전문가 교육 및 육성
- 식량 외교통상 전문가 교육 및 육성
- 기타 식량안보와 식품산업 발전을 위한 연구, 교육 및 홍보
- 유전자조작 연구하는 단체로 알고 있슴
- 대기업식품회사 임원도 포함
- GMO수입국 1위에 빛나는 한국
- 몬산토 제초제 내성 옥수수 콩의 수입도 모자라서 쌀을 비롯한 122종의 GMO종자개발
- 한국은 1990년대 gmo수입이후 모든 가공식품 과 빵에 사용. 매년 자폐 우울 조현 ADHD증가추세. 이미 미국은 더 빨리 나타남.